# Jugla (Ķīšezers)
Pour les articles homonymes, voir Jugla.
La rivière Jugla (en letton : Jugla) ou  (letton : Meldrupe, Berģupe) est un cours d'eau à Riga en Lettonie.

## Présentation
La rivière Jugla est formée par la confluence des rivières Lielā Jugla (Grande Jugla) et Mazā Jugla (Petite Jugla) et elle se jette dans le lac Jugla près de l'île de Sudrabsaliņa.
Cette section de la rivière longue de 2,5 km est également appelée Berģupe.
Il comprend également un canal de 3 km de long qui part du lac et se jette dans le lac Kišezers.
Deux ponts ont été construits sur la rivière : un pont ferroviaire (sur la ligne Riga-Lugazi (lv)) et un pont routier sur la route A2.
Près de la rivière se trouvent le voisinage de Jugla.
La rivière Jugla est rejointe sur sa rive droite par la voie navigable Gauja-Daugava (lv), qui relie la rivière Jugla au Grand Baltezers, Petit Baltezers et au fleuve Gauja.
Dans la section Bergupe, il y a un drain vers le lac Mashēni (lv).

## Galerie

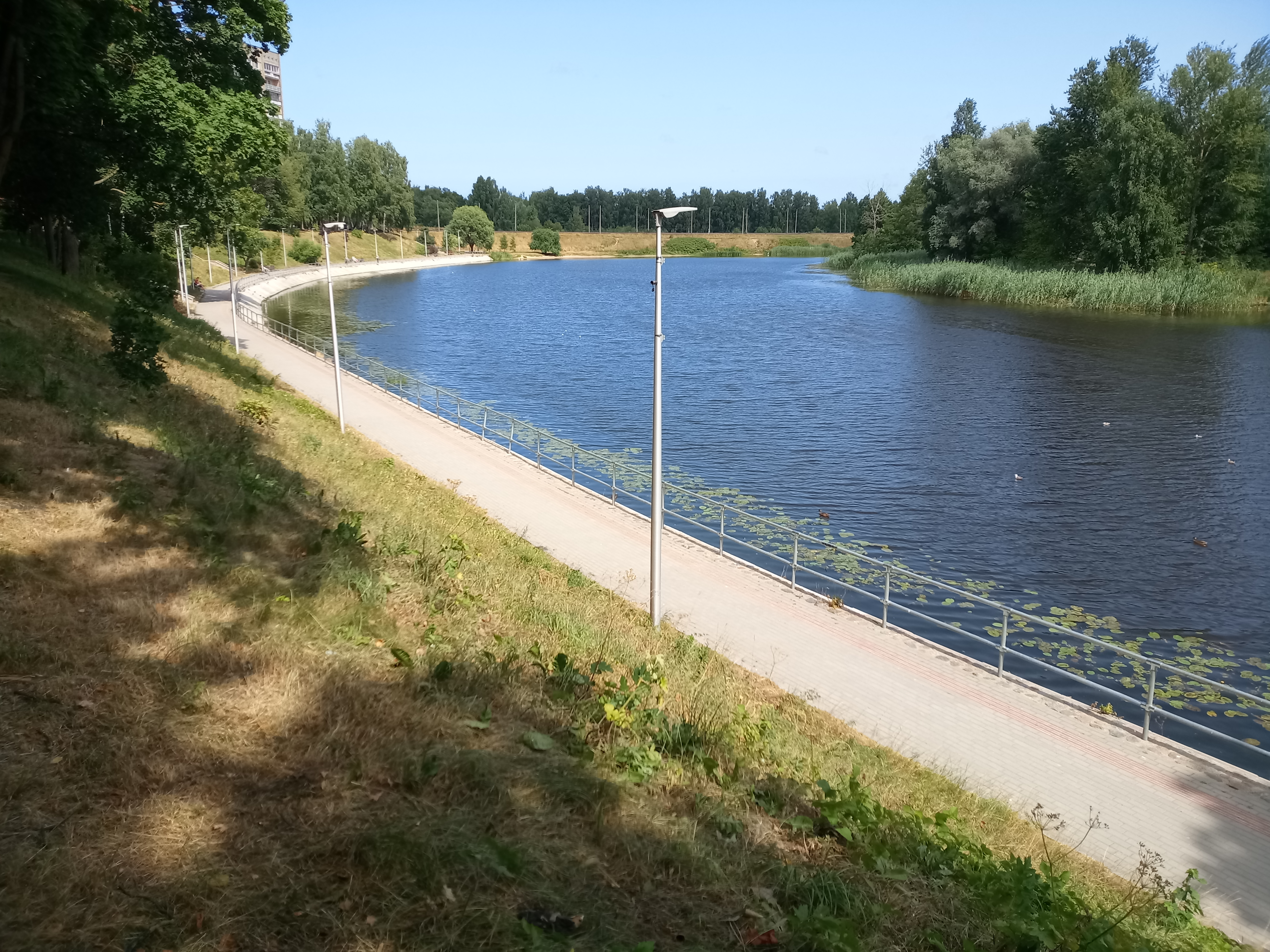
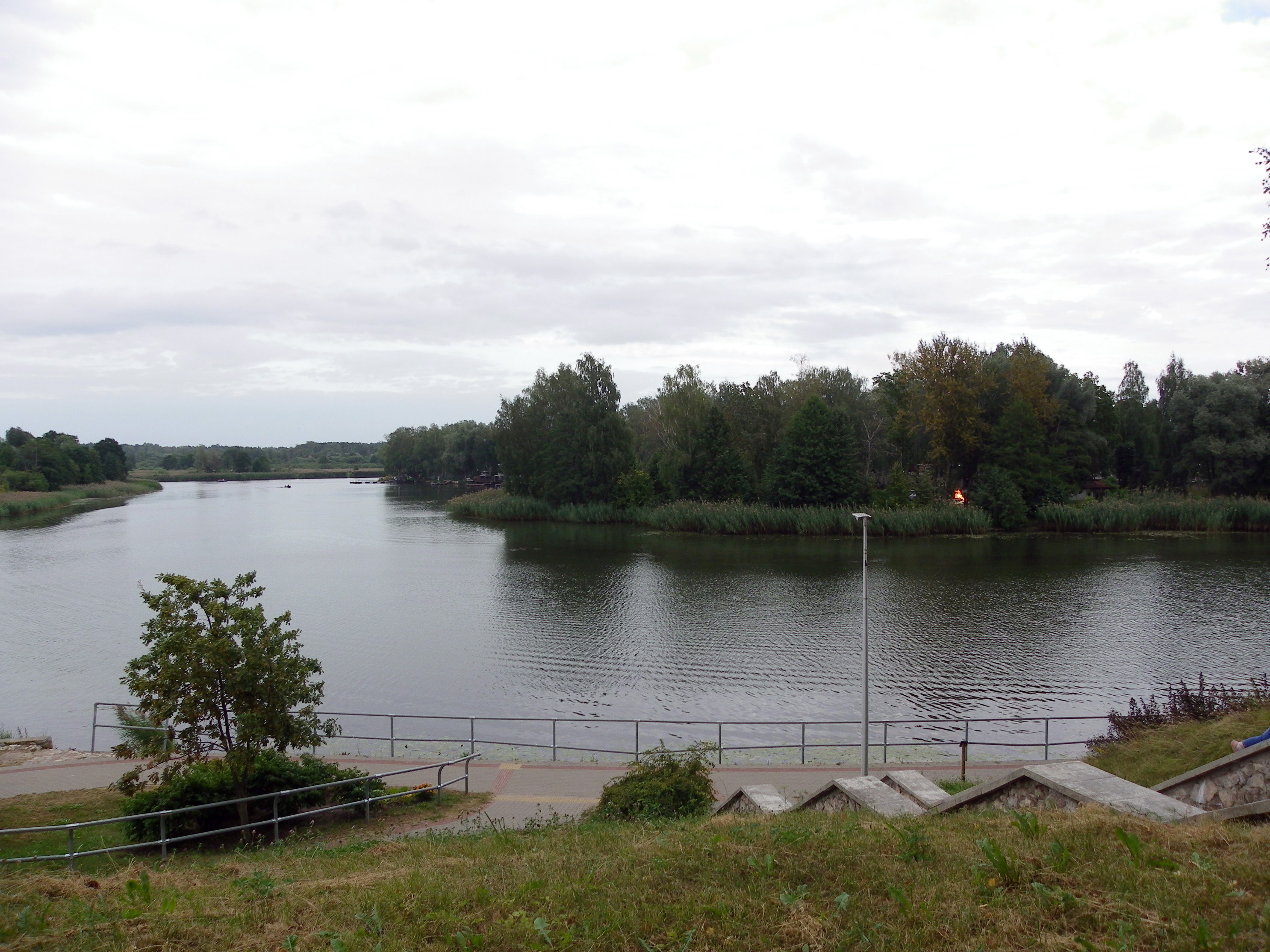
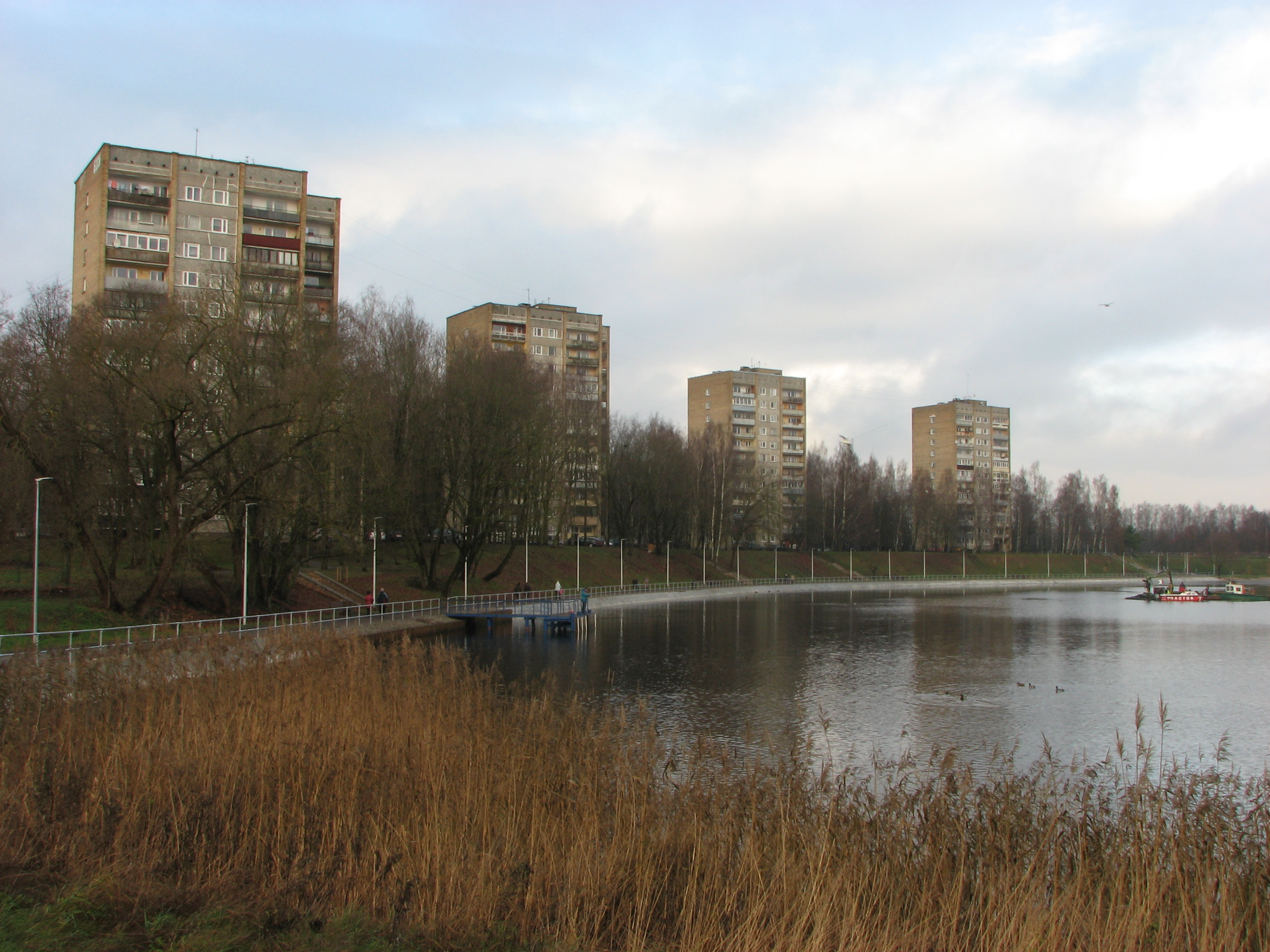